# Cali P

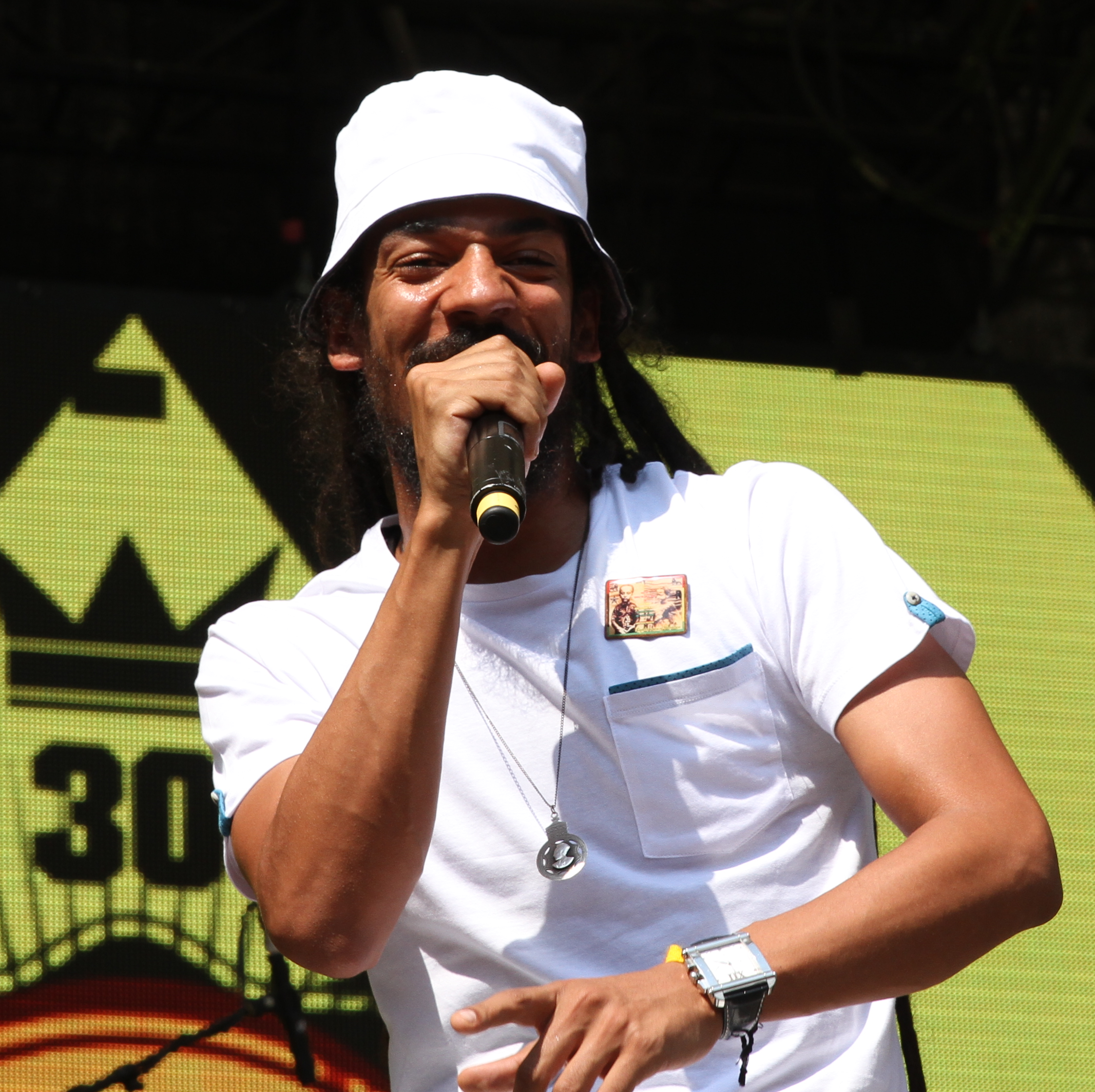
Cali P beim Summerjam 2015

Cali P, eigentlich: Pierre Nanon (* 1985 in Guadeloupe), ist ein Schweizer Dancehall- und Reggae-Sänger.

## Leben
Pierre Nanon wurde 1985 in Guadeloupe als Kind eines Vaters aus Guadeloupe und einer Schweizer Mutter geboren. Mit drei Jahren begann er Schlagzeug zu spielen, mit 14 schrieb er seine ersten Liedtexte. Während seiner Kindheit zog seine Familie in die Schweiz um, wo er aufwuchs. Er begann seine Karriere mit dem Pseudonym „Cali P“ im Jahr 2000 beim Schweizer Gideon Soldiers Soundsystem. Seit 2002 trat er mit verschiedenen Reggae-Bands auf, wie etwa mit den deutschen Bands Oneness und Soul Fire, bis 2006 auch mit den Scrucialists.
Cali P’s Musik wurde international anerkannt, was dazu führte, dass Cali P sehr schnell weltweit aufzutreten begann. 2008 brachte Cali P sein Debütalbum Lyrical Faya heraus. In seinen Liedern vereinten sich karibische und afrikanische Themen. 2009 erschien das Doppel-Mixtape Listen 2 This, das er zusammen mit den DJ’s Walshy Fire aus Miami und DJ Vincz Lee aus Genf aufnahm. Das Mixtape ist eher Hip-Hop-lastig und zeigt die große Spanne, die Cali P als Künstler hat. 2010 erschien das Album Like a Lion, ein Soundtrack für den gleichnamigen Film. Es wurde über 3500 mal verkauft.
2011 kam sein Album Unstoppable auf den Markt. Obwohl Cali P seit Ende 2009 in Jamaika lebt, wurde das Album komplett in der Schweiz produziert. Darauf sind Gäste wie Stress und Phenomden vertreten. 2012 veröffentlichte er in Jamaika Songs wie Sweetest Thing, Reggae Music, Can’t Hold I&I oder Fire Burning.
2015 erschien sein drittes Album Healing Of The Nation. 2016 veröffentlichte er sein viertes, bislang letztes Album mit dem Titel I Thoughts.

## Diskografie

### Alben
- 2008: Lyrical Faya, Pow Pow Movement
- 2011: Unstoppable (CD, Album), Nation Music
- 2015: Healing Of The Nation, Hemp Higher Productions
- 2017: I Thoughts, Hemp Higher Productions, Flash Hit Records
- 2022: Teka (2) – Vizion, HHV, LowLow Records

### Singles
- 2005: Take Care Of My Family (7") Rootdown Records RDM 13033-7
- 2005: Cali P. / Skarra Mucci – The Truth / Friends You Keep Weedy G Soundforce
- 2006: Cali P & Queen Omega – Right Time (7") Weedy G Soundforce
- 2007: Cali P – I Consider (Single) Dasvibes
- 2008: Cali P feat. Tiwony – African Love (7") Pow Pow Productions
- 2008: Right Around The Corner (7", Single) KBC Music KBC-033
- 2009: Cali P / Sophia Squire & Hi Kee – Girl You Don’t Know / Refugee (7") Rootdown Records RDM 13071-7
- 2010: Cali P / Dynamq – Tek De Beam / Boogie Rock (7") Rootdown Records RDM 13074-7
- 2016: Cali P / El Condorsito – Highgrade / Mis Deseos (7") Bassrunner Productions
- 2017: Cali P & Collie Herb – Everywhere We Go (Single) Hug Life